# کالنداسکو
کالنداسکو (به ایتالیایی: Calendasco) یک کومونه در ایتالیا است که در استان پیاچنزا واقع شده‌است.

## خصوصیات
کالنداسکو ۳۷٫۳ کیلومترمربع مساحت و ۲٬۴۱۲ نفر جمعیت دارد و ۵۵ متر بالاتر از سطح دریا واقع شده‌است.

## نگارخانه

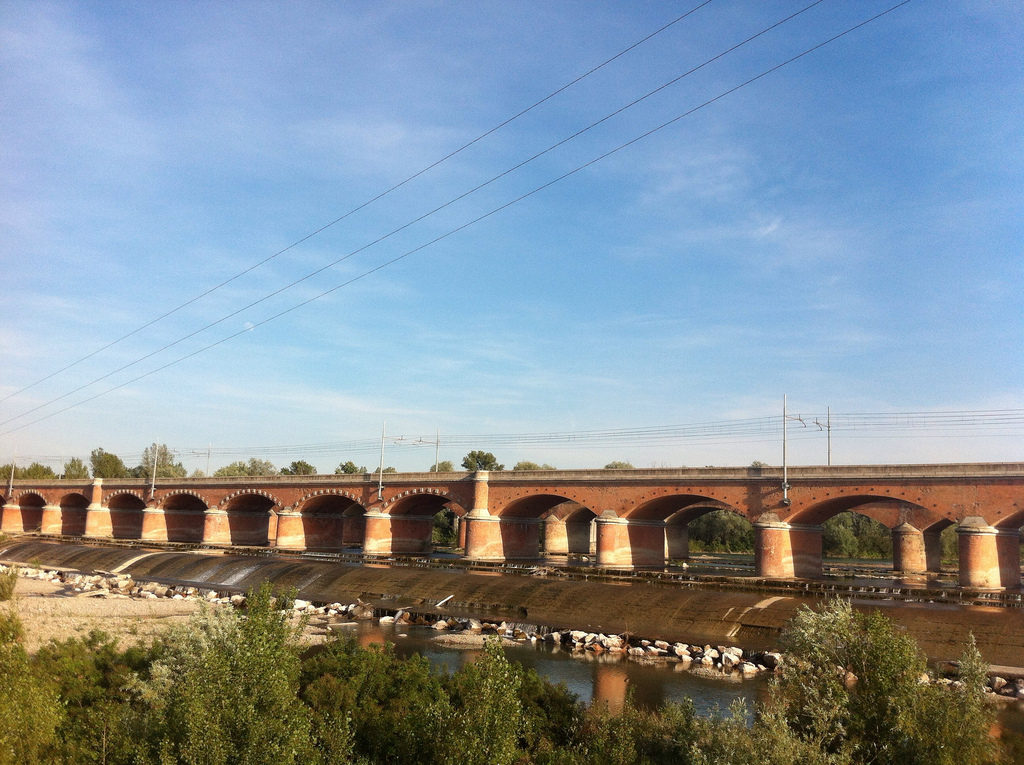